# Văn Quan (xã)
Văn Quan là xã của tỉnh Lạng Sơn, Việt Nam.

## Địa lý
Thị trấn Văn Quan nằm gần trung tâm huyện Văn Quan, có Quốc lộ 1B và Quốc lộ 279 chạy qua và có vị trí địa lý:
- Phía đông giáp xã An Sơn và xã Điềm He
- Phía tây giáp xã Tú Xuyên
- Phía nam giáp xã Bình Phúc
- Phía bắc giáp xã Hòa Bình.

Thị trấn Văn Quan có diện tích 16,84 km², dân số năm 2018 là 5.427 người, mật độ dân số đạt 322 người/km².
Địa hình thị trấn phần lớn là đồi núi, trung tâm có một thung lũng khá rộng. Diện tích rừng khá lớn, đất nông nghiệp tập trung dọc thung lũng sông Tu Đồn. Dân cư tập trung ở vùng đất rộng ngã ba sông và dọc các trục đường chính dưới chân núi.

## Lịch sử
Thị trấn Văn Quan được thành lập vào ngày 30 tháng 1 năm 1985 trên cơ sở tách 768 ha diện tích tự nhiên của xã Xuân Mai, 132 ha diện tích tự nhiên của xã Vĩnh Lại và 268 ha diện tích tự nhiên của xã Đại An.
Đến năm 2018, thị trấn Văn Quan có diện tích 12,04 km², dân số là 4.616 người, mật độ dân số đạt 383 người/km².
Ngày 21 tháng 11 năm 2019, Ủy ban Thường vụ Quốc hội ban hành Nghị quyết số 818/NQ-UBTVQH14 về việc sắp xếp các đơn vị hành chính cấp xã thuộc tỉnh Lạng Sơn (nghị quyết có hiệu lực từ ngày 1 tháng 1 năm 2020). Theo đó, sáp nhập 1,40 km² diện tích tự nhiên và 283 người của xã Xuân Mai vừa giải thể (gồm toàn bộ thôn Bản Coóng); 3,40 km² diện tích tự nhiên và 528 người của xã Vĩnh Lại vừa giải thể (gồm 2 thôn: Nà Lộc, Bản Bác) vào thị trấn Văn Quan.
Sau khi điều chỉnh, thị trấn Văn Quan có 16,84 km² diện tích tự nhiên và 5.427 người.